# ヨーロッパアマツバメ
ヨーロッパアマツバメ（欧羅巴雨燕, 学名：Apus apus）は、アマツバメ目アマツバメ科に分類される鳥類の一種。
ツバメやニシイワツバメと良く似た外見の小さな鳥である。しかしこれらスズメ目の鳥と違って、アマツバメ科はアマツバメ目に分類されている。似たような生態のため、収斂進化してきたと考えられている。
学名のApusは、ギリシア語で「足がない」という意味を表す απους という語に由来する。この鳥は足がとても短く、垂直な面に立つ時にのみ足を使う。地面に降りることは滅多にない。

## 分布と生態
ヨーロッパアマツバメも渡り鳥であり、夏場はグレートブリテン島や北ヨーロッパで、冬場は南アフリカで過ごす。
時に森林に住むこともあるが、市街地で生活するのに適応しており、ビルの窪みや窓の下、煙突など、どこにでも巣を作る。毎年同じ場所に戻ってきて、必要であれば巣を作り直す。
気候が悪くて餌の虫が取れない時、ヒナは自らの体温を下げて冬眠状態になることができる。
ヨーロッパアマツバメの体長は16-17cmで、全体的に黒っぽい茶色をしており、喉には白か薄い灰色の部分がある。短い尾と三日月やブーメランの形をした長い翼を持つ。
鳴き声は、叫ぶような大きい音であり、メスは高い音、オスは低い音を出す。
夏の夕方には10-15体が集まって輪になって飛び、お互いに鳴き合う「スクリーミング・パーティー」と呼ばれる行動が見られる。
氷期に中央ヨーロッパに住んでいたものは A. a. palapus という亜種に分類される。

## 紋章学
Martletとして知られる鳥の模様は、しばしば紋章に現れている。これは足のない鳥として描かれることから、ヨーロッパアマツバメを基にしたと考えられる。この紋章は主に次男の武器に描かれたが、この鳥が常に定住せずにさすらっていることを象徴しているのかもしれない。

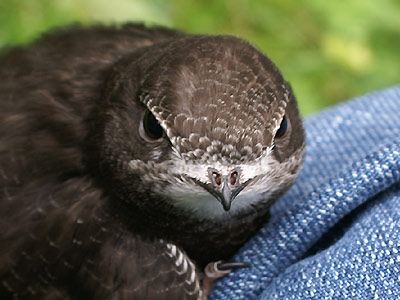
幼鳥
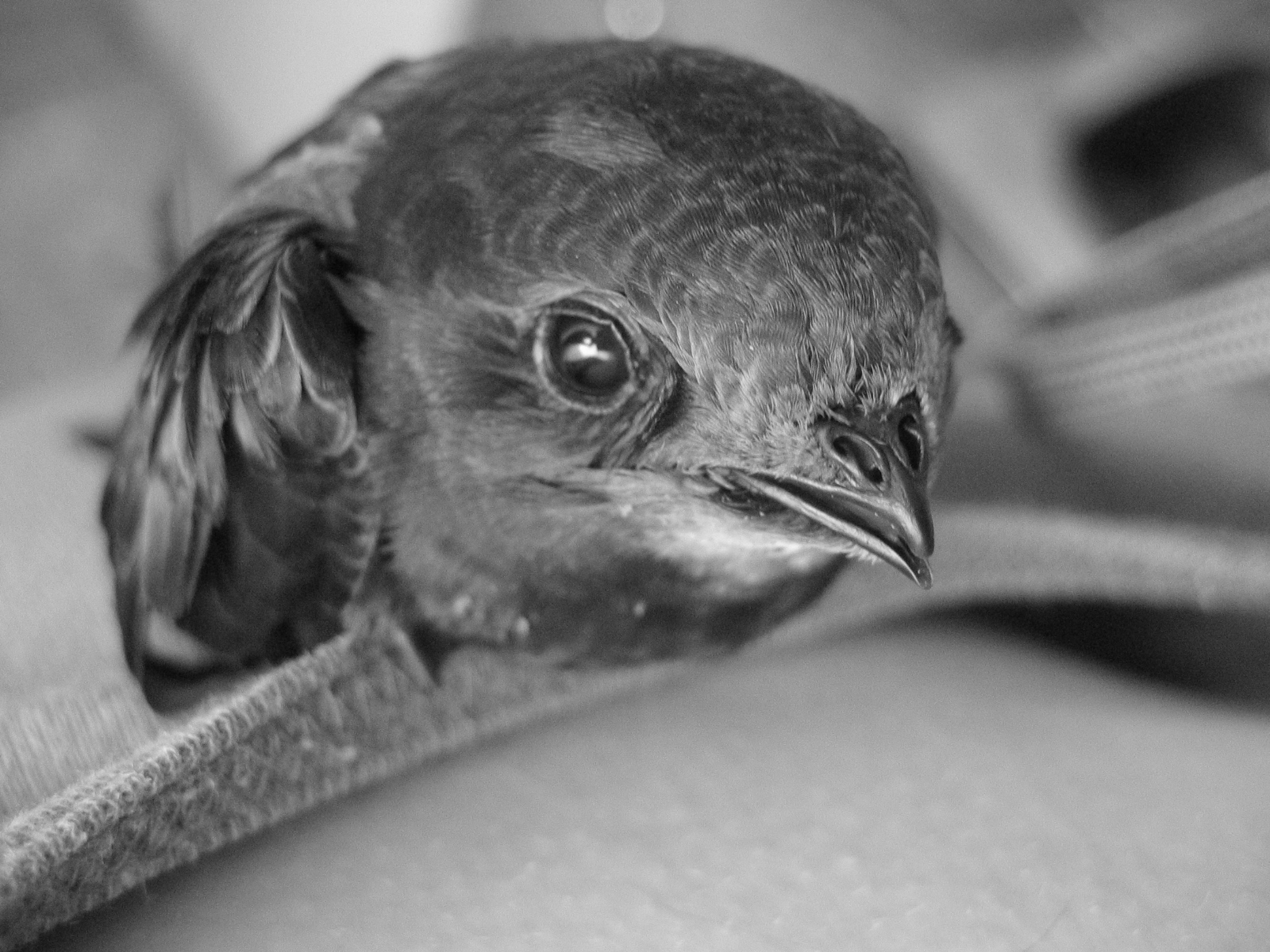
ヒナ
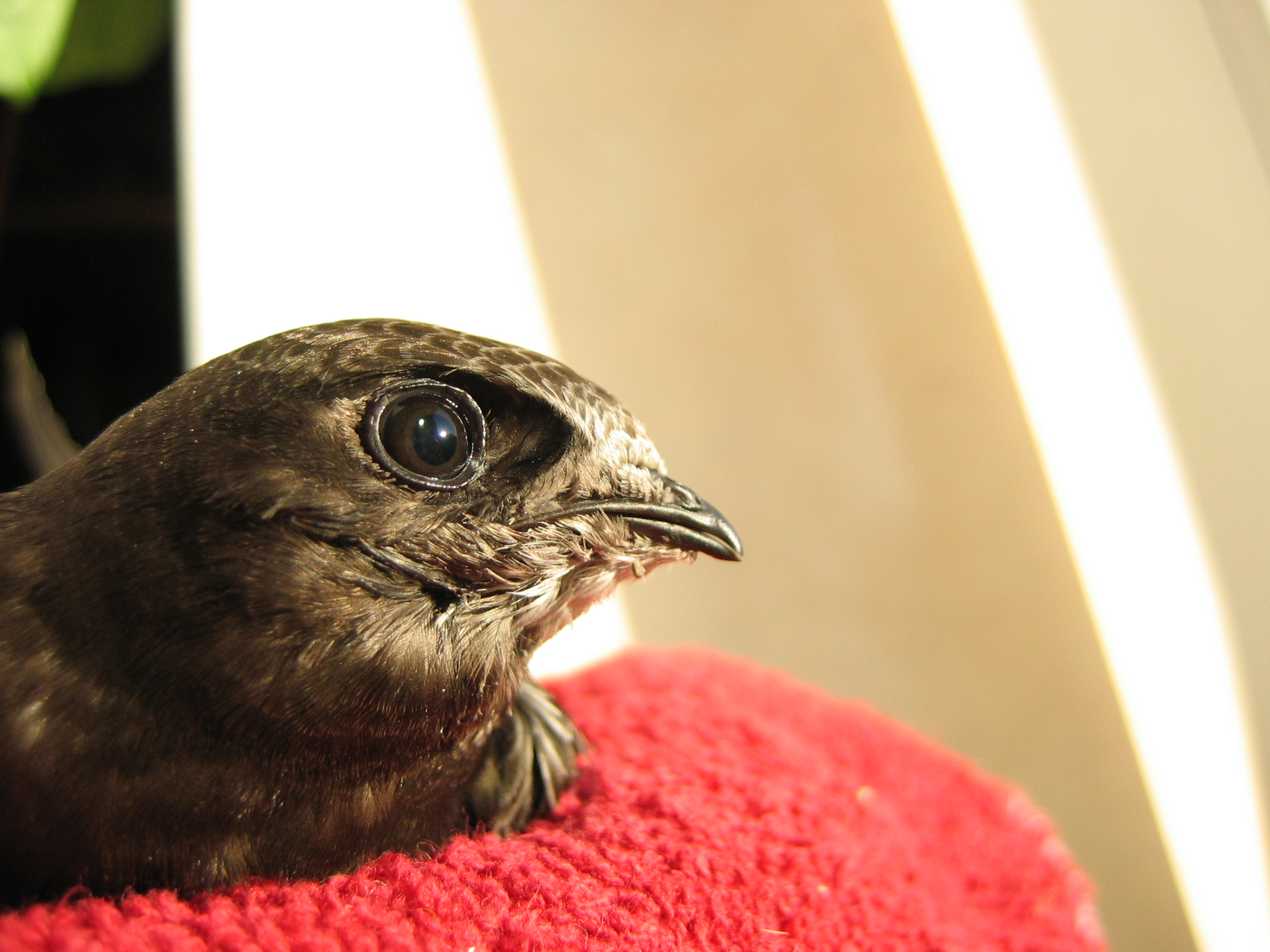
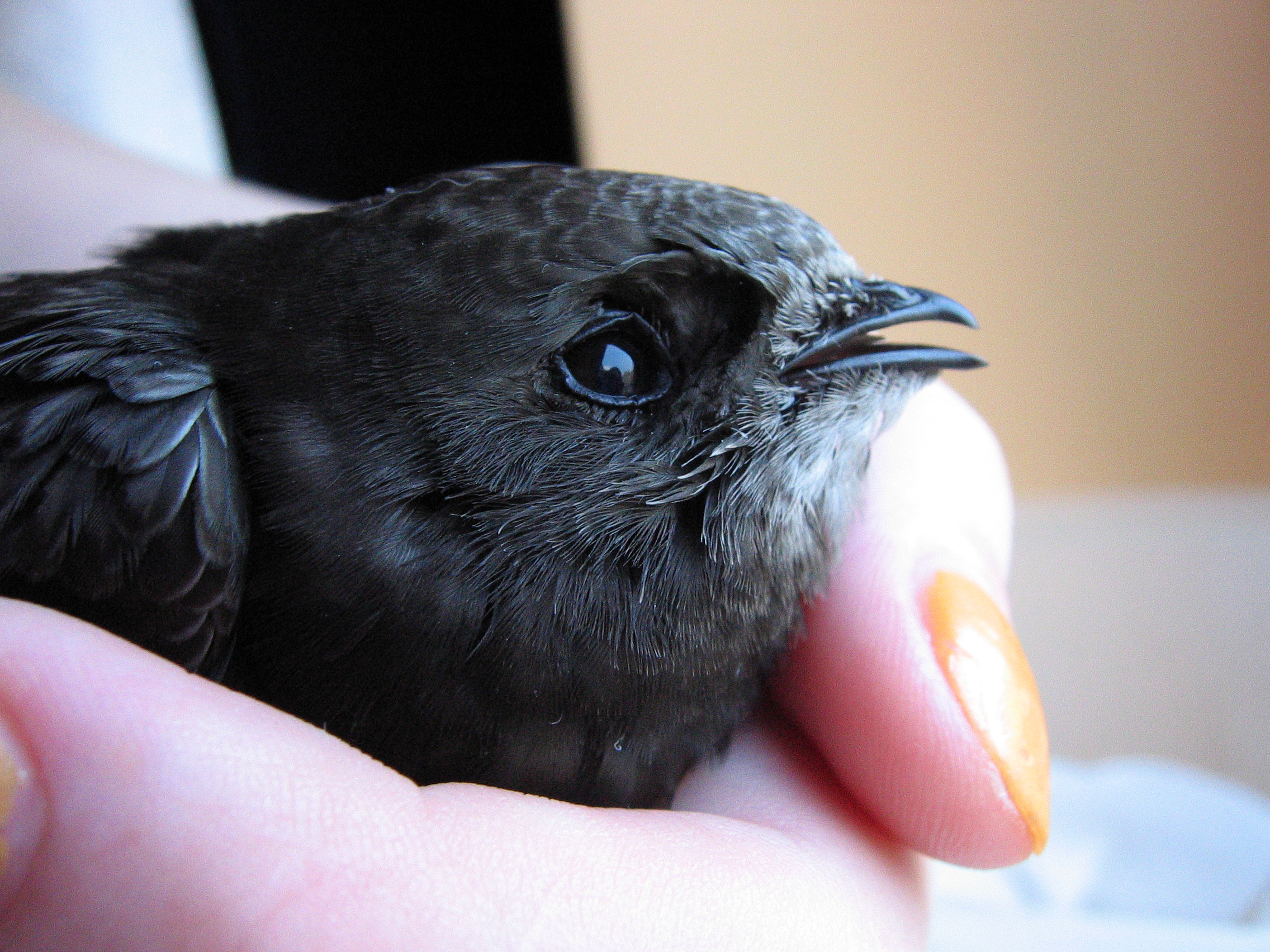
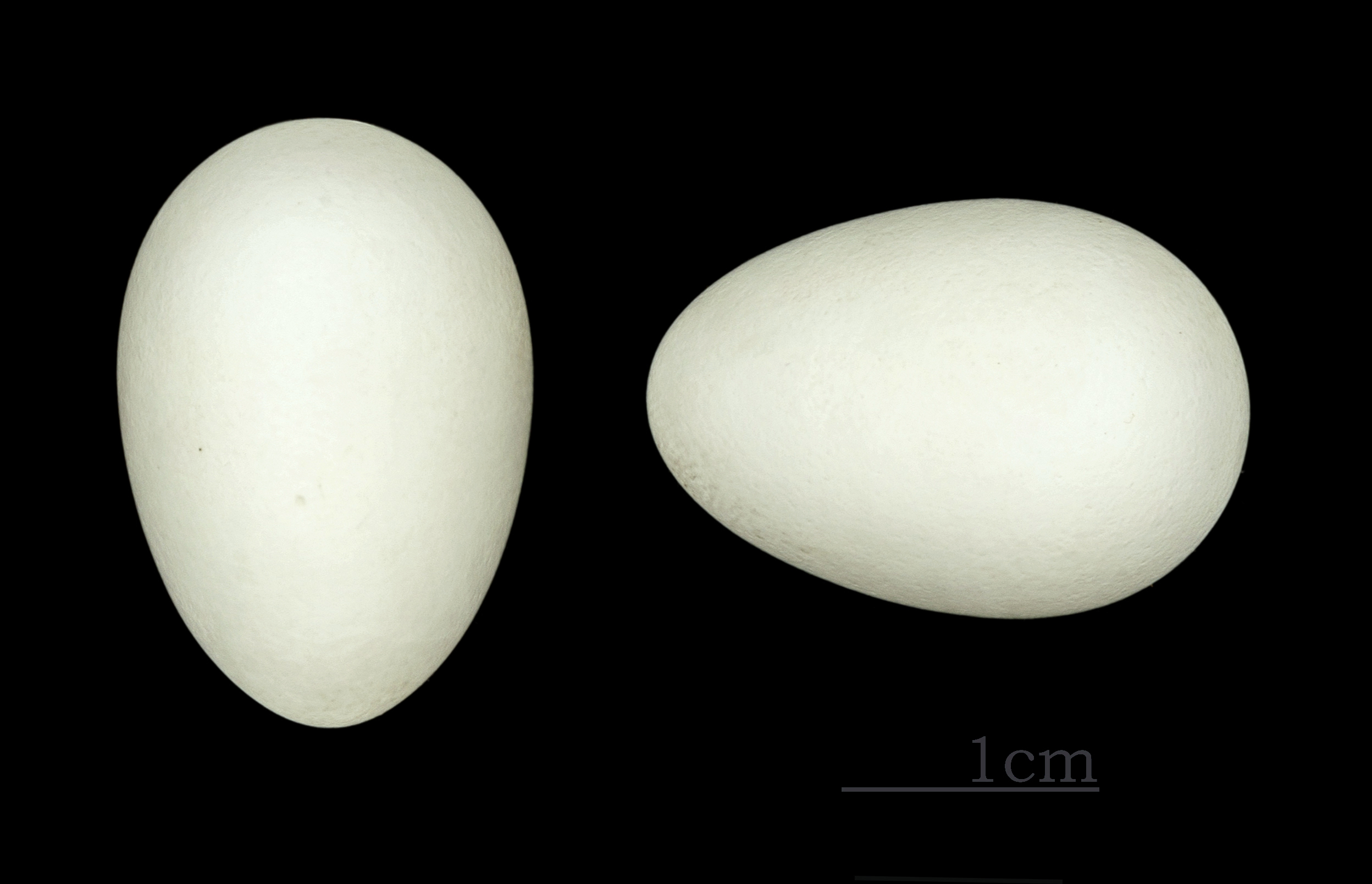